# Temperament
Temperament (łac. temperamentum – mieszanina; termin wprowadzony przez Galena) – zespół cech osobowości, zdeterminowanych genetycznie i ujawniających się już w pierwszym roku życia człowieka. Tak rozumiany temperament stanowi podstawę kształtowania się i rozwoju osobowości (Buss i Plomin).
Arnold H. Buss i Robert Plomin definiują temperament jako zespół dziedziczonych cech osobowości, które ujawniają się we wczesnym okresie życia jednostki. Cechy te są zdeterminowane genetycznie i ujawniają się już w pierwszym roku życia człowieka. Tak rozumiany temperament stanowi podstawę kształtowania się i rozwoju osobowości. W dzieciństwie całą osobowość wypełnia temperament (nie biorąc pod uwagę sfery intelektualnej).
W oparciu o te dwa założenia oraz na podstawie wyników prowadzonych badań autorzy wyodrębnili trzy zasadnicze cechy określające strukturę temperamentu: emocjonalność (Emotionality), aktywność (Activity) i towarzyskość (Sociability), których pierwsze litery wyjaśniają skrót EAS. Początkowo za cechę temperamentalną uznana została również impulsywność (Impulsivity), jednak wyniki analizy czynnikowej wskazały na konieczność uznania jej za cechę niejednorodną, ponadto nie udało się jednoznacznie ustalić jej wskaźników odziedziczalności.
Badaniami temperamentu zajmowali się m.in. Hipokrates, Galen, Iwan Pawłow, Jan Strelau, Hans Eysenck (patrz: teoria temperamentu PEN), Arnold Buss, Robert Plomin, Ernst Kretschmer, William Sheldon. Ich badania należą do nurtu psychologii konstytucjonalnej.

## Temperament w teorii Pawłowa
Według teorii Pawłowa temperament odpowiada typowi układu nerwowego, który charakteryzują cztery podstawowe właściwości:
- SPP – siła procesu pobudzenia; na poziomie zachowania funkcjonalna wydolność komórki nerwowej znajduje wyraz w reakcjach na silną lub długotrwałą stymulację; im silniejszy układ nerwowy, tym mniejsza jest wartość procesu pobudzenia
  - hamowanie ochronne (pozaokresowe) – rodzaj hamowania bezwarunkowego, służącego ochronie OUN przed przeciążeniem (zob. habituacja)
- SPH – siła procesu hamowania; łatwość, z jaką UN tworzy warunkowe reakcje hamulcowe (wygaszanie, różnicowanie, opóźnianie), przejawia się gdy zachodzi konieczność odraczania reakcji, hamowania pobudzeń, by stworzyć miejsce adekwatnie działającym bodźcom
- RWN – równowaga procesów nerwowych; stosunek procesów pobudzenia do procesów hamowania
- RPN – ruchliwość procesów nerwowych; zdolność UN do szybkiej zmiany procesów pobudzenia i hamowania

### Typy wyższej czynności nerwowejwedług Iwanowa-Smoleńskiego
- typ ruchliwy – związki pobudzenia i hamowania tworzą się łatwo i szybko
- typ powolny – związki pobudzenia i hamowania tworzą się powoli
- typ pobudliwy – pobudzenie tworzy się szybko, hamowanie powoli
- typ hamulcowy – pobudzenie tworzy się powoli, hamowanie szybko

### Kombinacje właściwościukładu nerwowego
Pawłow swoje badania nad funkcjonalną wydolnością komórki nerwowej odniósł do typologii temperamentów Hipokratesa. Kombinacje typów temperamentalnych to odpowiedni: typ melancholiczny, typ choleryczny, typ sangwiniczny i typ flegmatyczny.

## Typy temperamentówHipokratesa-Galena
- choleryczny – (chole – żółć) porywczy, niewyrozumiały, energiczny, urodzony przywódca, człowiek czynu
- sangwiniczny – (sanguis – krew) wesoły, pogodny, towarzyski, gadatliwy, niezorganizowany, zapominalski
- flegmatyczny – (phlegma – flegma) powolny, zrównoważony, dowcipny, pogodny, obserwator
- melancholiczny – (melas chole – czarna żółć) perfekcjonista, uczuciowy, wrażliwy, wierny przyjaciel, podatny na depresję